# Одесский покер
«Одесский покер» (другие названия: студенческий покер , русский покер , грузинский покер, расписной покер, дворовой покер, деревенский покер, джокер, детский покер, покер подкидной, покер на взятки) — условное название карточной игры, отдалённо напоминающей преферанс. Также её нередко называют просто покером, что неверно, — ведь к настоящему покеру она отношения не имеет, а представляет собой «облегченный» вариант преферанса. Игра сложилась в СССР на основе зарубежного прототипа, известного преимущественно под названием Oh Hell. Заглавное же название произошло от использования в игре джокера (которого называют «покером», реже — «шамайкой», «шахой» или «крюком»), что мало характерно для большинства карточных игр и совсем непривычно для СССР, где настоящий покер был практически неизвестен.

## Колода
Играют либо «русской» колодой в 36 карт, или 52-карточной колодой, при этом джокером назначается одна из обычных карт (один из распространённых вариантов — семерка пик). При игре втроём может использоваться колода в 33 карты, из которой удалены все шестёрки, кроме трефовой, которая объявляется джокером. Также используется стандартная колода + джокер. В этом случае, при раздаче на все карты, «лишняя» карта, не открывается — это придает дополнительный простор для маневров и элемент неожиданности. Количество участников — от двух до шести, оптимальное — 3 или 4, для «грузинского» варианта — четыре или шесть.

## Процесс игры
Партия состоит из ряда сдач. Первый сдающий определяется жребием, далее сдачи производятся в порядке очерёдности. В первую сдачу каждому партнёру сдаётся одна карта, во вторую — две и т. д.(для 3-х игроков — до 12 карт, для 4-х игроков до 9 карт, для 5 игроков — до 7 карт и одна карта остается)(карты сдаются строго по одной штуке в несколько кругов), затем открывается козырь (либо он выбирается перед игрой на всю игру, например, бубны). По шесть карт производится столько сдач, сколько игроков участвует в партии. Затем снова сдаётся пять и менее карт, до одной. После второй сдачи по одной карте играются круги специальных игр, например — «слепая».
В «грузинском» варианте раздают до восьми карт при игре вчетвером, или до шести при игре вшестером, после чего раздают по девять карт 4 раза. После чего количество сдаваемых карт пошагово уменьшают до одной, а затем вновь сдают по девять карт 4 раза.
После каждой сдачи (кроме специальных) начинается торговля, строго в порядке очереди. Первым торгуется игрок слева от сдающего. Он и остальные участники должны оценить силу своих карт и объявить предполагаемую взятку (сделать «заказ»). Каждый участник волен объявить любую взятку или отказаться от взятки (сказать «пас»), кроме сдающего: сумма заявленной им взятки и взяток остальных партнёров не должна быть равна числу карт на руках (правило называется «не сходимся» или «обязан», то есть обязательный заказ). Таким образом, в каждой раздаче кто-то обязательно переберёт или недоберёт. Этот факт придаёт игре особый темп. (Как вариант, принцип «не сходимся» обязателен только в специальных раздачах: «золотая», «тёмная», «безкозырная» и др.) Так же нельзя заказывать "пас" больше двух раз подряд. Исключением является ситуация, когда играется кон с одной картой и раздающий вынужден пасовать третий раз подряд, чтобы сумма взяток не была равна одному.
После того как закончена торговля, производится розыгрыш раздачи: сначала первый игрок слева от сдающего выкладывает одну карту, а остальные участники пытаются её побить, или, наоборот, сбросить ненужную карту. На каждую карту нужно класть обязательно карту той же масти, с которой сделан ход, либо, если нет нужной масти, — козыря. Если же у игрока нет карты по масти и козыря, он волен положить любую карту. Старшинство карт традиционное: туз — самая старшая карта, двойка (или шестёрка) — самая младшая. Тот, кто возьмёт взятку, выкладывает следующую карту — и так пока все карты не будут разыграны. Смотреть карты разыгранных (перевёрнутые) взяток не разрешается, за исключением последней взятки, независимо от того, кем она взята. Свои взятки можно смотреть в любой момент игры.

## Использование джокера
Игроку помогает наличие джокера. Во-первых, он может использоваться как наисильнейший козырь, то есть забрать любую взятку, даже если она предварительно бита козырным тузом. Так же он может использоваться как самая маленькая карта в колоде, меньше двойки любой масти - чтобы отдать ненужную взятку. Его можно выкладывать в тех случаях, когда игрок не заинтересован отдавать карту требуемой от него масти или козыря. Правила, относящиеся к ходу по масти или козырю, на джокера не распространяются.
Во-вторых, когда делается заход с джокера нужно задать масть и объявить джокера "старшей" или "младшей" картой. Если джокер используется как младшая карта, но у остальных игроков нет карт заявленной масти или козыря, игрок с джокером все равно забирает эту взятку. Так же существует требование «самой большой масти» — игрок выкладывает джокера и говорит «по самым большим пикам» и т. п. (обычно, но не обязательно, при таком ходе требуют самого большого козыря). Остальные партнёры при этом должны сбросить самую большую карту соответствующей масти, которая у них есть на руках. Если требуемой масти или козыря нет, то можно положить любую карту. Поскольку такой ход очень сильно подрывает шансы остальных игроков, то популярен вариант правил, когда требование самой большой масти разрешается только при розыгрыше первой карты в текущей сдаче. Можно также требовать сбросить карту определённого номинала, например туза.
Если джокер во время сдачи выйдет при открытии козыря, то сдача играется без козыря («бескозырка»), то есть все масти равны, или же, по предварительной договорённости, козырь назначает сдаюший.

## Специальные игры
В конце игры проводится одна или несколько специальных конов. Каждая специальная игра может пройти по одной, либо по полному кругу (на всех игроков).
Слепая сдача («в тёмную»)
Она отличается от прочих сдач тем, что участники торгуются не после сдачи, а до неё, то есть наугад, не имея возможности посмотреть в карты. В «грузинском» варианте правила слепой сдачи отсутствуют.
Золотая игра («хапки́»)
Отличается от обычной увеличением очков за одну взятку (например, вдвое). Часто при этом происходит отказ от торговли и игра идёт на набор максимального кол-ва взяток.
Мизер
Торговли нет. За каждую взятку очки вычитаются.
«Бескозырка»
Отличается от обычной отсутствием козыря (сдачи играются без открытия козыря). Джокер тем не менее действует.
«Лобовая» – применяется в редких случаях. Всем представителям стола сдаются карты, и устанавливается козырь. Не глядя в свой набор, нужно продемонстрировать противникам карту из него. Не зная собственных, но располагая данными о том, что имеется в арсенале оппонента, покеристы выполняют заказы взяток.

## Подсчёт очков
Выигрывает тот, кто наберёт больше всех очков. За взятую в точном соответствии с заявкой взятку начисляется по 10 очков за каждую (как вариант - за первую взятую взятку 10 очков, и по 5 за каждую последующую). Если игрок взял взяток больше, чем заявил при торговле («перебор»), то ему начисляется только по 1 очку за каждую взятку. Если игрок пасовал и выполнил пас (не взял ни одной взятки), то ему начисляется 5 очков (как вариант - 10 очков, но штрафуется по 5 очков за каждую взятку, или по 10 очков  если взял все взятки). Если же игрок взял взяток меньше, чем объявил при торговле («недобор»), то за каждую недобранную взятку с него снимается 10 очков (как вариант - 5 очков, и 10 очков, если не было взято ни одной взятки). Также, в качестве одной из конвенций рассматривается вариант, когда с игрока в этом случае снимается стоимость всех заказанных взяток. Таким образом, при неудачной игре сумма очков может быть отрицательной («минуса́», «шахта»). При игре на деньги минусовый результат считается двойным проигрышем. Иногда при заказе, который равен числу карт в кону, очки считаются в удвоенном размере (иногда за исключением кона на одну взятку).
В специальных играх очки считаются в увеличенном (двойном или тройном) размере.
Обычно запись заявок и набранных очков ведётся одним из игроков на бумаге в виде таблицы, где на каждого игрока приходится два столбца — заказ и итоговое кол-во очков за кон.

## Некоторые опциональные правила
- Кол-во и наличие специальных игр в конце игры может варьироваться.
- Максимальная длина руки, играемая в несколько сдач, может быть более шести карт (до 12).
- Джокеру может быть вообще запрещено требование наибольшей масти.
- Джокер нельзя использовать, пока из игры не вышла определенная карта, например, дама пик.
- Очень редко используется правило «сходимся», когда сдающий может делать любую заявку в торговле, независимо от заказа других участников. Однако такое правило совершенно дестабилизирует остроту игры, и разрушает институт взяток, собственно на основе чего и строится игра в «покер». Допустимо только для новичков.
- На «темных» нельзя заказывать «пас», или заказывать кол-во взяток меньше числа оговоренного заранее, например 2.
- В некоторых вариантах используется правило «сходимся», когда сдающий может делать любую заявку в торговле до третьей раздачи включительно.
- Перед началом партии может  оговариваться правило наказаний («минус 50»,«по строгому»,«в строгача»). Игрок, который заметил нарушение другого игрока сообщает об этом остальным - обычно это несдвинутая колода, брошена или неброшена карта по правилам с целью выгоды,неправильная раздача карт. В зависимости от договоренностей,у нарушителя, обычно,снимают очки.
- На «темных» игрок последний заказывающий взятки обязан говорить число большее чем сумма всех взяток. Например, при игре втроем, когда двое заказали по 3, он должен объявить минимум 7, а не 5 или меньше. Таким образом, в темных заведомо будет «недобор». Опционально такое правило допустимо применять на любых раздачах, что придает дополнительную остроту игре.
- Кол-во очков в разных вариантах разное.
- В случае набора равного количества очков в двух и больше игроков,им предоставляется дополнительная «золотая» раздача.

Возможны и другие варианты правил.